# Danh sách đề cử và giải thưởng của Steven Spielberg
Đây là danh sách những giải thưởng và đề cử của đạo diễn, nhà sản xuất và nhà biên kịch phim người Mỹ Steven Spielberg.

## Những giải thưởng lớn

### Giải thưởng Viện Hàn lâm
| Năm  | Phim                          | Hạng mục               | Kết quả   | Ghi chú |
| ---- | ----------------------------- | ---------------------- | --------- | ------- |
| 1978 | Kiểu tiếp xúc thứ 3           | Đạo diễn xuất sắc nhất | Đề cử     |         |
| 1982 | Chiếc rương thánh tích        | Đạo diễn xuất sắc nhất | Đề cử     |         |
| 1983 | E.T. Sinh vật ngoài hành tinh | Đạo diễn xuất sắc nhất | Đề cử     |         |
| 1983 | E.T. Sinh vật ngoài hành tinh | Phim hay nhất          | Đề cử     |         |
| 1986 | Màu tím                       | Phim hay nhất          | Đề cử     |         |
| 1994 | Bản danh sách của Schindler   | Phim hay nhất          | Đoạt giải |         |
| 1994 | Bản danh sách của Schindler   | Đạo diễn xuất sắc nhất | Đoạt giải |         |
| 1999 | Giải cứu binh nhì Ryan        | Phim hay nhất          | Đề cử     |         |
| 1999 | Giải cứu binh nhì Ryan        | Đạo diễn xuất sắc nhất | Đoạt giải |         |
| 2006 | Munich                        | Phim hay nhất          | Đề cử     |         |
| 2006 | Munich                        | Đạo diễn xuất sắc nhất | Đề cử     |         |
| 2007 | Những lá thư từ đảo Iwo       | Phim hay nhất          | Đề cử     |         |
| 2012 | Chiến mã                      | Phim hay nhất          | Đề cử     |         |
| 2013 | Lincoln                       | Phim hay nhất          | Đề cử     |         |
| 2013 | Lincoln                       | Đạo diễn xuất sắc nhất | Đề cử     |         |
| 2016 | Người đàm phán                | Phim hay nhất          | Đề cử     |         |
| 2018 | The Post                      | Phim hay nhất          | Đề cử     |         |

### Giải thưởng Điện ảnh Viện Hàn lâm Anh quốc
| Năm  | Phim                            | Hạng mục                | Kết quả   | Ghi chú |
| ---- | ------------------------------- | ----------------------- | --------- | ------- |
| 1975 | Hàm cá mập                      | Đạo diễn xuất sắc nhất  | Đề cử     |         |
| 1977 | Kiểu tiếp xúc thứ 3             | Đạo diễn xuất sắc nhất  | Đề cử     |         |
| 1977 | Kiểu tiếp xúc thứ 3             | Kịch bản hay nhất       | Đề cử     |         |
| 1983 | E.T. Sinh vật ngoài hành tinh   | Phim hay nhất           | Đề cử     |         |
| 1983 | E.T. Sinh vật ngoài hành tinh   | Đạo diễn xuất sắc nhất  | Đề cử     |         |
| 1993 | Bản danh sách của Schindler     | Phim hay nhất           | Đoạt giải |         |
| 1993 | Bản danh sách của Schindler     | Đạo diễn xuất sắc nhất  | Đoạt giải |         |
| 1999 | Giải cứu binh nhì Ryan          | Phim hay nhất           | Đề cử     |         |
| 1999 | Giải cứu binh nhì Ryan          | Đạo diễn xuất sắc nhất  | Đề cử     |         |
| 2009 | Boom Blox                       | Trò chơi hay nhất       | Đoạt giải |         |
| 2012 | Những cuộc phiêu lưu của Tintin | Phim hoạt hình hay nhất | Đề cử     |         |
| 2013 | Lincoln                         | Phim hay nhất           | Đề cử     |         |
| 2016 | Người đàm phán                  | Phim hay nhất           | Đề cử     |         |
| 2016 | Người đàm phán                  | Đạo diễn xuất sắc nhất  | Đề cử     |         |

### Giải Quả cầu vàng
| Năm  | Phim                            | Hạng mục                 | Kết quả   | Ghi chú |
| ---- | ------------------------------- | ------------------------ | --------- | ------- |
| 1976 | Hàm cá mập                      | Phim chính kịch hay nhất | Đề cử     |         |
| 1976 | Hàm cá mập                      | Đạo diễn xuất sắc nhất   | Đề cử     |         |
| 1978 | Kiểu tiếp xúc thứ 3             | Phim chính kịch hay nhất | Đề cử     |         |
| 1978 | Kiểu tiếp xúc thứ 3             | Đạo diễn xuất sắc nhất   | Đề cử     |         |
| 1978 | Kiểu tiếp xúc thứ 3             | Kịch bản hay nhất        | Đề cử     |         |
| 1982 | Chiếc rương thánh tích          | Đạo diễn xuất sắc nhất   | Đề cử     |         |
| 1983 | E.T. Sinh vật ngoài hành tinh   | Phim chính kịch hay nhất | Đoạt giải |         |
| 1983 | E.T. Sinh vật ngoài hành tinh   | Đạo diễn xuất sắc nhất   | Đề cử     |         |
| 1986 | Màu tím                         | Phim chính kịch hay nhất | Đề cử     |         |
| 1986 | Màu tím                         | Đạo diễn xuất sắc nhất   | Đề cử     |         |
| 1994 | Bản danh sách của Schindler     | Phim chính kịch hay nhất | Đoạt giải |         |
| 1994 | Bản danh sách của Schindler     | Đạo diễn xuất sắc nhất   | Đoạt giải |         |
| 1998 | Amistad                         | Phim chính kịch hay nhất | Đề cử     |         |
| 1998 | Amistad                         | Đạo diễn xuất sắc nhất   | Đề cử     |         |
| 1999 | Giải cứu binh nhì Ryan          | Phim chính kịch hay nhất | Đoạt giải |         |
| 1999 | Giải cứu binh nhì Ryan          | Đạo diễn xuất sắc nhất   | Đoạt giải |         |
| 2001 | A.L. Trí tuệ nhân tạo           | Đạo diễn xuất sắc nhất   | Đề cử     |         |
| 2005 | Munich                          | Đạo diễn xuất sắc nhất   | Đề cử     |         |
| 2012 | Những cuộc phiêu lưu của Tintin | Phim hoạt hình hay nhất  | Đoạt giải |         |
| 2013 | Lincoln                         | Phim chính kịch hay nhất | Đề cử     |         |
| 2013 | Lincoln                         | Đạo diễn xuất sắc nhất   | Đề cử     |         |
| 2018 | The Post                        | Đạo diễn xuất sắc nhất   | Đề cử     |         |

### Giải Primetime Emmy
| Năm  | Phim                                       | Hạng mục                        | Kết quả   | Ghi chú |
| ---- | ------------------------------------------ | ------------------------------- | --------- | ------- |
| 1986 | Amazing Stories: The Mission               | Đạo diễn xuất sắc nhất          | Đề cử     |         |
| 1991 | Tiny Toon Adventures: The Looney Beginning | Phim hoạt hình hay nhất         | Đề cử     |         |
| 1995 | Tiny Toons' Night Ghoulery                 | Phim hoạt hình hay nhất         | Đề cử     |         |
| 1996 | A Pinky & the Brain Christmas Special      | Phim hoạt hình hay nhất         | Đoạt giải |         |
| 2002 | We Stand Alone Together                    | Outstanding Non-Fiction Special | Đề cử     |         |
| 2002 | Band of Brothers                           | Phim truyền hình ngắn hay nhất  | Đoạt giải |         |
| 2003 | Taken                                      | Phim truyền hình ngắn hay nhất  | Đoạt giải |         |
| 2006 | Into the West                              | Phim truyền hình ngắn hay nhất  | Đề cử     |         |
| 2010 | Mặt trận Thái Bình Dương                   | Phim truyền hình ngắn hay nhất  | Đoạt giải |         |
| 2016 | All the Way                                | Phim nhựa hay nhất              | Đề cử     |         |

### Giải Daytime Emmy
| Năm  | Phim                      | Hạng mục                                           | Kết quả   | Ghi chú |
| ---- | ------------------------- | -------------------------------------------------- | --------- | ------- |
| 1991 | Tiny Toon Adventures      | Chương trình hoạt hình dành cho thiếu nhi hay nhất | Đoạt giải |         |
| 1992 | Tiny Toon Adventures      | Chương trình hoạt hình dành cho thiếu nhi hay nhất | Đề cử     |         |
| 1993 | Tiny Toon Adventures      | Chương trình hoạt hình dành cho thiếu nhi hay nhất | Đoạt giải |         |
| 1994 | Animaniacs                | Chương trình hoạt hình dành cho thiếu nhi hay nhất | Đề cử     |         |
| 1995 | Animaniacs                | Chương trình hoạt hình dành cho thiếu nhi hay nhất | Đề cử     |         |
| 1996 | Animaniacs                | Chương trình hoạt hình dành cho thiếu nhi hay nhất | Đoạt giải |         |
| 1997 | Animaniacs                | Chương trình hoạt hình dành cho thiếu nhi hay nhất | Đoạt giải |         |
| 1997 | Freakazoid!               | Chương trình hoạt hình dành cho thiếu nhi hay nhất | Đoạt giải |         |
| 1997 | Pinky and the Brain       | Chương trình hoạt hình dành cho thiếu nhi hay nhất | Đề cử     |         |
| 1998 | Pinky and the Brain       | Chương trình hoạt hình dành cho thiếu nhi hay nhất | Đề cử     |         |
| 1998 | Animaniacs                | Chương trình hoạt hình dành cho thiếu nhi hay nhất | Đề cử     |         |
| 1999 | Animaniacs                | Chương trình hoạt hình dành cho thiếu nhi hay nhất | Đề cử     |         |
| 1999 | Pinky and the Brain       | Chương trình hoạt hình dành cho thiếu nhi hay nhất | Đoạt giải |         |
| 1999 | Pinky, Elmyra & the Brain | Chương trình hoạt hình dành cho thiếu nhi hay nhất | Đề cử     |         |
| 2000 | Pinky, Elmyra & the Brain | Chương trình hoạt hình dành cho thiếu nhi hay nhất | Đoạt giải |         |

## Các giải thưởng khác

### Giải Amanda
| Năm  | Phim                        | Hạng mục          | Kết quả   |
| ---- | --------------------------- | ----------------- | --------- |
| 1994 | Bản danh sách của Schindler | Best Foreign Film | Đoạt giải |
| 1999 | Giải cứu binh nhì Ryan      | Best Foreign Film | Đề cử     |

### Viện phim Mỹ
| Năm  | Phim                    | Hạng mục     | Kết quả   |
| ---- | ----------------------- | ------------ | --------- |
| 2005 | Munich                  | Phim của năm | Đoạt giải |
| 2006 | Những lá thư từ đảo Iwo | Phim của năm | Đoạt giải |
| 2011 | Chiến mã                | Phim của năm | Đoạt giải |
| 2015 | Người đàm phán          | Phim của năm | Đoạt giải |
| 2017 | The Post                | Phim của năm | Đoạt giải |

### Giải thưởng điện ảnh Mỹ
| Năm  | Phim                   | Hạng mục               | Kết quả   |
| ---- | ---------------------- | ---------------------- | --------- |
| 1982 | Chiếc rương thánh tích | Đạo diễn xuất sắc nhất | Đoạt giải |

### Giải AACTA
| Năm  | Phim                        | Hạng mục                           | Kết quả |
| ---- | --------------------------- | ---------------------------------- | ------- |
| 1994 | Bản danh sách của Schindler | Phim nói tiếng nước ngoài hay nhất | Đề cử   |
| 2013 | Lincoln                     | Phim quốc tế hay nhất              | Đề cử   |
| 2013 | Lincoln                     | Đạo diễn xuất sắc nhất             | Đề cử   |

### Liên hoan phim Avoriaz
| Năm  | Phim | Hạng mục    | Kết quả   |
| ---- | ---- | ----------- | --------- |
| 1973 | Duel | Grand Prize | Đoạt giải |

### Giải Blue Ribbon
| Năm  | Phim                          | Hạng mục                           | Kết quả   |
| ---- | ----------------------------- | ---------------------------------- | --------- |
| 1983 | E.T. Sinh vật ngoài hành tinh | Phim nói tiếng nước ngoài hay nhất | Đoạt giải |
| 1987 | Màu tím                       | Phim nói tiếng nước ngoài hay nhất | Đoạt giải |
| 1994 | Công viên kỷ Jura             | Phim nói tiếng nước ngoài hay nhất | Đoạt giải |

### Hội phê bình phim Boston
| Năm  | Phim                          | Hạng mục               | Kết quả   |
| ---- | ----------------------------- | ---------------------- | --------- |
| 1982 | Chiếc rương thánh tích        | Đạo diễn xuất sắc nhất | Đoạt giải |
| 1983 | E.T. Sinh vật ngoài hành tinh | Đạo diễn xuất sắc nhất | Đoạt giải |
| 1993 | Bản danh sách của Schindler   | Đạo diễn xuất sắc nhất | Đoạt giải |

### Liên hoan phim Cannes
| Năm  | Phim                  | Hạng mục               | Kết quả   |
| ---- | --------------------- | ---------------------- | --------- |
| 1974 | The Sugarland Express | Giải Cành Cọ Vàng      | Đề cử     |
| 1974 | The Sugarland Express | Kịch bản xuất sắc nhất | Đoạt giải |

### Hiệp hội phê bình phim Chicago
| Năm  | Phim                        | Hạng mục               | Kết quả   |
| ---- | --------------------------- | ---------------------- | --------- |
| 1994 | Bản danh sách của Schindler | Đạo diễn xuất sắc nhất | Đoạt giải |
| 1999 | Giải cứu binh nhì Ryan      | Đạo diễn xuất sắc nhất | Đề cử     |
| 2005 | Munich                      | Đạo diễn xuất sắc nhất | Đề cử     |